# سخت‌افزار رایانه
به اجزاء فیزیکی قابل لمس رایانه سخت‌افزار رایانه (به انگلیسی: Computer Hardware) گفته می‌شود. بسیاری از این اجزاء خود از اجزاء الکترونیکی یا الکترومکانیکی تشکیل شده‌اند.
سخت‌افزار رایانه در واقع همان قسمت‌ها یا اجزای فیزیکیِ رایانه مانند نمایشگر، موشواره، صفحه‌کلید، دیسک سخت، واحد سامانه (کارت‌های گرافیک، کارت‌های صدا، حافظه اصلی، مادِربورد و تراشه‌های دیگر) و… هستند.
بسیاری از اجزای سخت‌افزار رایانه برای به‌کار آمدن نیاز به بخش غیرقابل لمس و غیر فیزیکی یعنی نرم‌افزار دارند. برای استفاده و فرمان دادن به رایانه می بایست با استفاده از نرم افزار از سخت‌افزارهای موجود در یک رایانه استفاده کرد. در مقابل، نرم‌افزار دسته ای از مجموعه دستورالعمل‌های قابل فهم برای ماشین است که به پردازنده مرکزی امر می‌کند تا اعمال خاصی را انجام دهد. ترکیب نرم‌افزار و سخت‌افزار یک سامانه رایانه قابل استفاده را به‌وجود می‌آورند.
سخت افزار یکی از بخش‌های علوم رایانه است که در کسب و کارهای مختلف با مدرک کامپ‌تیا اِی پلاس (به انگلیسی: +CompTIA A) شناخته می‌شود.

## معماری فون نویمان

شمای کلی معماری فون نویمان

الگوی ساخت تمام رایانه‌های امروزی معماری فون نویمان است. این معماری برای اولین بار در گزارشی به قلم ریاضی‌دان مجارستانی، جان فون نویمان در سال ۱۹۴۵ توضیح داده شد. معماری فون نویمان روش طراحی یک رایانه دیجیتال را با تقسیم آن به واحد پردازنده مرکزی، حافظهٔ اصلی، حافظه‌های ذخیره‌سازی انبوه و ساز و کارهای ورودی/خروجی شرح می‌دهد.
در این تقسیم‌بندی واحد پردازنده مرکزی شامل واحد محاسبه و منطق، ثبات‌ها و یک واحد کنترل (شامل ثبات شمارنده برنامه، ثبات دستورالعمل و …) است. حافظهٔ اصلی نیز برای ذخیره‌سازی دادهها و دستورالعامل‌ها مورد استفاده قرار می‌گیرد.
مفهوم عبارت معماری فون نویمان به‌تدریج گسترش پیدا کرد و به‌معنای رایانه‌های تک‌حافظه‌ای درآمد که در آن‌ها امکان واکشی یک دستورالعمل و یک داده به‌صورت هم‌زمان وجود ندارد زیرا هر دو از یک گذرگاه مشترک استفاده می‌کنند. این مسئله که به گلوگاه معماری فون نویمان نیز معروف است، باعث کاهش کارایی اینگونه سامانه‌ها می‌شود.

## انواع سامانه‌های رایانه‌ای
امروزه سامانه‌های رایانه‌ای مختلفی مورد استفاده قرار می‌گیرند. 

### رایانه‌های شخصی

سخت‌افزار یک رایانه شخصی مدرن
1. نمایشگر
2. مادربورد
3. پردازنده مرکزی
4. رم
5. کارت‌های توسعه
6. منبع تغذیه
7. درایو نوری
8. دیسک سخت
9. صفحه‌کلید
10. موشواره

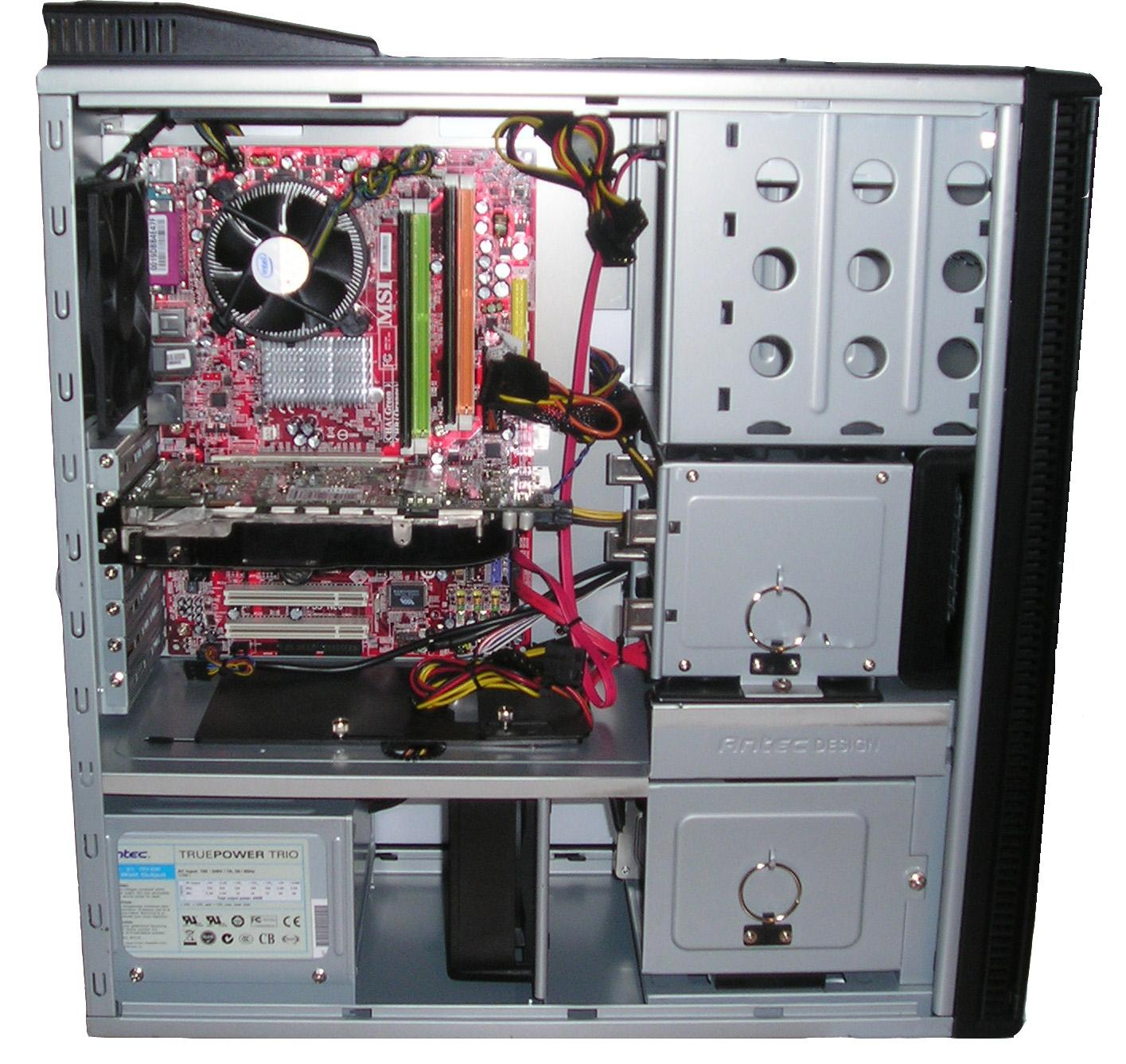
درون یک رایانه: منبع تغذیه در قسمت پایین، خود دارای یک خنک‌کننده جداگانه است.

رایانه‌های شخصی، که با عنوان PC نیز شناخته می‌شوند، یکی از رایج‌ترین انواع رایانه‌ها هستند که به‌دلیل تنوع، همه‌کاره بودن و قیمت پایین‌تر بیش از انواع دیگر مورد استفاده قرار می‌گیرند. لپ‌تاپها نیز در کل همان رایانه‌های شخصی هستند که معمولاً با سخت‌افزارهای کم‌مصرف‌تر و کوچک‌تر ساخته می‌شوند.

#### جعبه(کیس)
جعبه رایانه (به انگلیسی: Computer Case) یک محفظه پلاستیکی یا فلزی است که بیشتر قطعات سخت‌افزاری یک رایانه در درون آن قرار می‌گیرند. نسخه‌های مربوط به رایانه‌های رومیزی معمولاً در اندازه‌هایی ساخته می‌شوند که بتوان آن‌ها را در زیر یک میز جا داد؛ با این حال در سال‌های اخیر طراحی‌های کوچک‌تری نیز به‌وجود آمده و محصولاتی مانند آی‌مک شرکت اپل تمامی سخت‌افزارها را در درون یک جعبه قرار می‌دهند. لپ‌تاپها نیز رایانه‌هایی هستند که در فرم یک جعبه تاشو ساخته می‌شوند. در سال‌های اخیر طراحی این‌گونه رایانه‌ها نیز دچار تحول شده‌است. برای مثال نسخه‌هایی از لپ‌تاپ‌ها به‌وجود آمده‌اند نمایشگر آن‌ها جدا شده و تبدیل به تبلت می‌شوند.

#### منبع تغذیه
یک واحد منبع تغذیه (به انگلیسی: Power Supply Unit) مسئول تبدیل برق متناوب با ولتاژ بالا به برق مستقیم با ولتاژ پایین و قابل استفاده برای قطعات سخت‌افزاری رایانه است. لپ‌تاپ‌ها می‌توانند به کمک باتری نیز تا چند ساعت انرژی مورد نیاز رایانه را تأمین کنند.

#### مادِربورد
مادربورد یا بوردِ اصلی (به انگلیسی: Motherboard) قسمت اصلی سخت‌افزار یک رایانه است. بورد اصلی یک قطعه مستطیل شکل بزرگ است که مدارهای مجتمع فراوانی دارد. این قطعه تمامی سخت‌افزارهای دیگر رایانه مانند پردازنده مرکزی، رم، دیسک‌خوان‌ها (دیسک سخت، دیسک نوری و …) و دیگر قطعات متصل‌شدنی را به هم متصل می‌کند.
قطعاتی که به‌طور مستقیم به مادربورد متصل می‌شوند یا بخشی از این بورد هستند:
- پردازنده مرکزی مسئولِ کارایی رایانه است و بیشترین محاسبات را انجام می‌دهد. این پردازنده که با نام مغز رایانه نیز شناخته می‌شود، توسط یک پنکه خنک و حفره گرما می‌شود. بیشتر پردازنده‌های مرکزی جدید بر روی خود مدار پردازنده گرافیکی نیز دارند.
- چیپست که مدار نورث‌بریج بر روی آن قرار دارد، مسئول رابطهٔ پردازنده مرکزی با قطعات دیگر سامانه مانند رم یا حافظه اصلی است.
- حافظه دسترسی تصادفی یا رَم دادهها و کُدی توسط پردازنده مرکزی مورد استفاده قرار می‌گیرد را در خود ذخیره می‌کند.
- حافظه فقط خواندنی یا رام بایوس را بر روی خود ذخیره می‌کند. بایوس برنامه‌ایست که در هنگام شروع به‌کار رایانه اجرا می‌شود و فرایند «بوت شدن» یا «راه‌اندازی»[۱۰] نیز نامیده می‌شود. بایوس شامل ثابت‌افزار راه‌انداز و ثابت‌افزار مدیریت تغذیه است. مادربوردهای جدید به‌جای بایوس دارای UEFI هستند.
- گذرگاه‌ها پردازنده مرکزی را به قطعات مختلف داخلی و کارت‌های توسعه مانند کارت صدا و کارت گرافیک متصل می‌کنند.
- باتری سیماس نیز به مادربورد متصل می‌شود. این باتری برق مورد نیاز برای نگه‌داری زمان و تاریخ در بایوس را تأمین می‌کند.

#### کارت‌های توسعه
کارت توسعه در رایانه یک مدار کامل از پیش ساخته‌شده‌است که در شیار توسعه بر روی مادربورد قرار می‌گیرد و از طریق درگاه توسعه، قابلیت جدیدی را به سامانه اضافه می‌کند.

#### قطعات ذخیره‌سازی
ذخیره‌ساز دادهٔ رایانه که به آن مخزن (به انگلیسی: Storage) یا حافظه (به انگلیسی: Memory) می‌گویند به قسمت‌هایی از رایانه اشاره دارد که دادههای دیجیتال را ضبط و نگهداری می‌کنند. ذخیره‌سازی داده یکی از قابلیت اصلی رایانه است و وجود قطعه‌ای برای این کار ضروری است.

##### رسانه‌های ثابت
داده‌های رایانه بر روی رسانه‌های (به انگلیسی: Media) بسیاری ذخیره‌سازی می‌گردند. دیسک‌های سخت به‌دلیل قیمت پایین و حجم ذخیره‌سازی بالا تقریباً بر روی تمامی سامانه‌های قدیمی‌تر وجود دارند. درایوهای حالت جامد (SSD) امروزه به‌دلیل سرعت بیشتر کم‌کم جایگزین این دیسک‌ها می‌شوند. اما هنوز قیمت بسیار بالاتری نسبت به دیسک‌های سخت دارند. بعضی از سامانه‌ها نیز برای کارایی و قابلیت اطمینان بیشتر از کنترل‌گر صف دیسک‌ها استفاده می‌کنند.

##### رسانه‌های جداشدنی
برای انتقال داده بین رایانه‌های مختلف می‌توان از یک فلش‌درایو یا دیسک نوری استفاده کرد. میزان مفید بودن این رسانه‌ها به قابلیت پشتیبانی آن‌ها در سامانه‌های مختلف وابسته است. بیشتر سامانه‌ها دارای دیسک‌گردان نوری هستی و تقریباً تمامی آن‌ها از درگاه یواس‌بی بهره می‌برند.

#### دستگاه‌های جانبی
دستگاه‌های ورودی و خروجی معمولاً به‌صورت دستگاه‌های خارجی به شاسیِ رایانه متصل می‌شوند.

##### ورودی
دستگاه‌های ورودی به کاربر اجازه می‌دهند تا اطلاعاتی را به سامانه وارد یا عملکرد آن را کنترل کند. بیشتر رایانه‌های شخصی دارای موشواره و صفحه کلید هستند اما بیشتر لپ‌تاپها به‌جای موشواره از تاچ‌پد استفاده می‌کنند. از دستگاه‌های ورودی دیگر می‌توان به وب‌بین، میکروفون، اهرمک و پویشگر تصاویر اشاره کرد.

##### خروجی
دستگاه‌های خروجی اطلاعات رایانه را به‌صورت قابلِ خواندن برای انسان نمایش می‌دهند. از میان دستگاه‌های خروجی می‌توان به چاپگر، بلندگو و صفحه نمایش اشاره کرد.

### رایانه‌های بزرگ

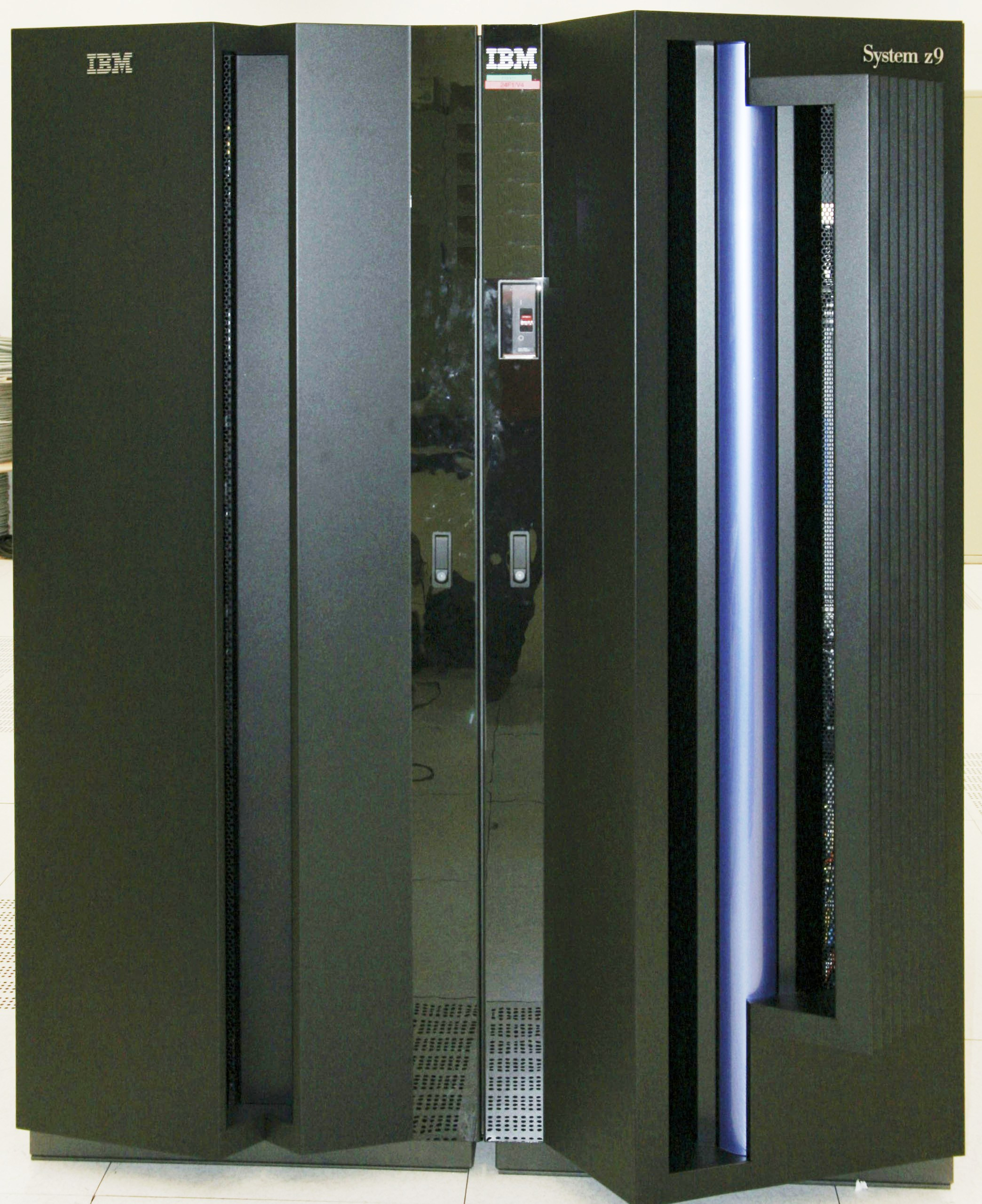
یک سامانه بزرگ‌رایانه زد۹ شرکت آی‌بی‌ام

یک بزرگ‌رایانه یک رایانه بسیار بزرگ است که معمولاً برای نگه‌داری نیاز به یک اتاق کامل دارد. این نوع رایانه‌ها صدها یا هزاران برابر رایانه‌های شخصی هزینه دارند. این رایانه‌های طراحی شده‌اند تا محاسبات بسیار زیادی را برای دولت‌ها و شرکت‌های بزرگ انجام دهند.

### رایانه‌های کوچک
در دهه‌های ۱۹۶۰ و ۱۹۷۰ روز به روز قسمت‌های بیشتری از شرکت‌ها رو به استفاده از رایانه‌هایی با کاربری مخصوص مانند کنترل فرایند و اتوماسیون‌های آزمایشگاه‌ها کردند. این رایانه‌های مینی‌رایانه یا رایانه‌های کوچک نام گرفتند.

### ابررایانه‌ها
یک ابررایانه در نگاه اول بسیار شبیه به بزرگ‌رایانه است، اما این نوع رایانه‌ها برای پاسخ به درخواست‌هایِ زیادِ محاسباتی ساخته شده‌اند. از ماه نوامبر سال ۲۰۱۳ میلادی سریع‌ترین ابررایانه دنیا تیانهه-۲ (به معنای راهِ شیری-۲) است که در شهر گوانگ‌ژو کشور چین واقع شده‌است.
عبارت ابررایانه به هیچ تکنولوژی خاصی اشاره نمی‌کند بلکه در هر دورهٔ زمانی به سریع‌ترین رایانه‌های در دسترس گفته می‌شود. در اواسط سال ۲۰۱۱ میلادی ابررایانه‌ها از سرعت ۱ پتافلاپ یا {\displaystyle 10^{15}} (هزار میلیون میلیون) عملیات اعداد اعشاری در ثانیه پیشی گرفتند. با اینکه ابررایانه‌ها بسیار سریع هستند اما به‌دلیل هزینهٔ بسیار بالایی که دارند، تنها توسط سازمان‌های بسیار بزرگ برای انجام وظایف محاسباتی بسیار سنگین شامل مجموعه داده‌های بزرگ مورد استفاده قرار می‌گیرند. ابررایانه‌ها معمولاً کاربردهای نظامی و علمی دارند. با اینکه استفاده از این نوع رایانه‌ها میلیون‌ها دلار هزینه دارد، اما برای کاربردهای تجاری نیز مورد استفاده قرار می‌گیرند. مثلاً بانکها برای محاسبه میزان خطر و بدست آوردن استراتژی سرمایه‌گذاری از ابررایانه‌ها استفاده می‌کنند یا موسسات بهداشت و درمان با تحلیل داده‌های بسیار بزرگ بیماران سعی می‌کنند روش‌های بهینه درمان را پیدا کنند.

## کامپتیا اِی پلاس
کامپتیا یک مجمع بازرگانی ناسودبر می‌باشد که گواهی های مختلفی برای علوم رایانه را عرضه کرده است. گواهینامه (certification) مربوط به سخت افزار، کامپتیا اِی پلاس (CompTIA +A) نام دارد. ای پلاس یک گواهینامه ابتدایی رایانه برای تکنسین‌های خدمات رایانه‌ای است. این آزمون برای تأیید صلاحیت متخصصان خدمات رایانه‌ای سطح مقدماتی طراحی شده تا بتوانند رایانه‌های شخصی را نصب، نگهداری و شخصی‌سازی کنند. امروزه بسیاری از شرکت های تولیدکننده سخت افزار رایانه، گذراندن این دوره را به کاربران خود و کسانی که قصد دارند در زمینه هایی مثل مونتاژ رایانه فعالیت کنند توصیه می کنند.
دوره + CompTIA A شامل دو بخش می باشد:
1. Core (سخت افزار)
2. Operating System (سیستم عامل)

## تعمیرات سخت افزار
تعمیرات سخت افزارهای رایانه نیاز به فراگیری علم الکترونیک و سخت افزار مربوطه را دارد.

### ابزارها
ابزارهای تعمیرات سخت افزار رایانه همچنین در تعمیرات موبایل به علت کارکرد هر دو بر روی برد، یکسان هستند.
- پیچ‌گوشتی: از این ابزار برای باز کردن درب جعبه رایانه (چهارسو) و درایو دیسک سخت (پنج سو) و... استفاده می شود.
- گیره: از این ابزار برای نگه داشتن برد و قطعات مختلف در یک جهت برای کار بر روی آن، استفاده می‌شود.
- موچین: از این ابزار برای برداشتن قطعات کوچک از روی مادربورد استفاده می‌شود.
- لامپ سری: از این ابزار برای آزمایش کارکرد صحیح قطعات مختلف استفاده می‌شود.
- لوپ: از این ابزار برای بررسی دقیق قطعات استفاده می‌شود.
- اسیلوسکوپ:  از این ابزار برای مشاهده شکل موج سیگنال‌ها (ولتاژ) استفاده می‌شود.
- مولتی‌متر: از این ابزار برای آزمایش کارکرد صحیح قطعات مختلف بر روی برد و کانکتورها استفاده می‌شود.
- پاور تستر (Power Supply Tester): از این ابزار برای آزمایش کارکرد صحیح قطعات مختلف بر روی برد منبع تغذیه، استفاده می‌شود.
- پروگرامر: از این ابزار برای آزمایش کارکرد صحیح رم استفاده می‌شود.
- لحیم: از این ابزار برای لحیم‌کاری قطعاتی همچون خازن، مقاومت، القاگر و دیود به برد مدار چاپی استفاده می‌شود.
- روغن لحیم: از این ابزار برای لحیم‌کاری صحیح قطعات استفاده می‌شود.
- اسفنج نسوز: از این ابزار برای پاک کردن نوک دستگاه لحیم استفاده می‌شود.
- قلع‌کش (Desoldering pump): از این ابزار برای برداشتن قلع های روی چیپ و برد استفاده می‌شود.
- خمیر قلع: از این ابزار برای برداشتن و نصب قطعات روی برد استفاده می‌شود. معمولا از خمیر فلاکس (Flux paste) استفاده می‌شود.
- تفنگ گرمایی یا سشوار صنعتی: از این ابزار برای جداکردن (ریبال) بردهای BGA و تعویض آی سی‌های خراب استفاده می‌شود.
- چسپ نسوز (Duct tape): از این ابزار برای جدا نشدن تصادفی قطعاتی دیگر در برد استفاده می‌شود.
- دمنده (Blower): از این ابزار برای از بین بردن خاک درون کیس و روی قطعات استفاده می‌شود.

## منحنی شکست
طبق کتاب پرس من، قطعات سخت‌افزاری نیز منحنی شکست دارند. در فاز ابتدایی تولید سخت افزار، که به آن Infant mortality می گویند، نرخ شکست یا همان Failure rate خیلی زیاد است. بعد از فاز ابتدایی تولید سخت افزار که همیشه با آزمایش و خطاهای زیادی همراه است، به فاز (Steady-State Level) که بیشتر خطاهای سخت افزاری برطرف شده و نرخ شکست سخت افزار تا حد زیادی کاهش می یابد. بعد گذشت مدت زمانی که دقیقا معلوم نیست، سخت افزار وارد فاز فرسودگی یا Wear out می شود و نرخ فرسودگی اش با گذشت هر چه بیشتر زمان ، بیشتر و بیشتر می شود و در نهایت از چرخه تولید و خدمات پس از فروش خارج می شود. بعد از این فاز می توان گفت که سخت افزار دیگر مورد استفاده قرار نمی گیرد و اصطلاحاً می گویند که مرده است.

## فهرست سخت‌افزارها
- بُردِ مادر یا برد اصلی (مادربورد)
- نمایشگر (مانیتور)
- جعبه رایانه (کیس)
- صفحه‌کلید (کیبورد)
- موشواره (ماوس)
- چاپگر (پرینتِر)
- پویشگر (اسکنر)
- پردازنده
- واحد پردازش مرکزی (سی‌پی‌یو یا پردازنده)
- واحد پردازش گرافیکی (جی‌پی‌یو یا کارت گرافیک)
- حافظه رایانه
- فلاپی‌دیسک
- دیسک سخت
- مودم
- دیسک‌گردان نوری (درایو نوری) (CD و DVD)
- بلندگو
- یو اس بی
- کارت صدا
- کارت گرافیک
- قلم نوری
- هدفون (دوگوشی)
- کارت تلویزیون و رادیو
- دوربین (وب‌کم)
- میکروفون
- هدست
- کیس رایانه
- بلندگوی رایانه